# Ivan Levenets
Ivan Pavlovich Levenets - em russo, Иван Павлович Левенец (Anapa, 22 de Fevereiro de 1980) é um goleiro russo. Seu atual clube é o FC Lokomotiv Moscou.